# Antônio Benedito da Silva
Antônio Benedito da Silva més conegut com a Toninho, (Campinas, Brasil, 23 de març de 1965) és un futbolista brasiler que disputà un partit amb la selecció de Brasil.